# 폴 르노
폴 르노(프랑스어: Paul Renaud, 1975년 ~ )는 프랑스의 만화가이다. 미국 마블 코믹스에서 닉 스펜서가 글을 쓰는 《캡틴 아메리카》 시리즈의 작화를 담당했다.